# 加藤忠広
加藤 忠広（かとう ただひろ）は、江戸時代前期の大名。肥後国熊本藩2代藩主。

## 生涯

### 相続と改易
慶長6年（1601年）、加藤清正の三男として生まれる。兄の虎熊、熊之助（忠正）が早世したため、世子となる。
慶長16年（1611年）、父の清正が死去したため跡を継いだ。11歳の若年であったため、江戸幕府は加藤家に対して9か条からなる掟書を示し、「水俣城、宇土城、矢部城の廃止」「未進の年貢の破棄」「家臣に課せられる役儀の半減（役儀にかかる経費の削減、ひいてはその費用の百姓への転嫁を抑制する）」「支城主の人事と重臣の知行割は幕府が行う」ことを継承の条件とした。後に一国一城制によって、鷹ノ原城、内牧城、佐敷城の廃止も命じられ、最終的には熊本城と麦島城だけの存続が許された。藩政は重臣による合議制となり、藤堂高虎が後見人を務めたと言われている。支城の廃止と人事の幕府による掌握および合議制の導入は、清正時代に重臣が支城主として半独立的な権力を持っていたのを規制する意図があったと考えられている。
しかし、年若い忠広には家臣団を完全に掌握することができず、牛方馬方騒動など重臣の対立が発生し、政治は混乱したと言われている。また、同じ九州の小倉藩を領していた細川忠興は周辺大名の情報収集に努めており、忠広の行状を「狂気」と断じて警戒していた。忠興の子細川忠利も光正の某書事件の際に情報を探らせ、「肥後の国政悪しく行跡乱れて」と、国の統治が乱れて危機的な状態にあった証言が遺されている。また、正室・側室間のトラブル（女子之儀）も原因となったと考えられている。
寛永9年（1632年）5月22日、江戸参府途上、品川宿で入府を止められ、池上本門寺にて上使稲葉正勝より改易の沙汰があり、出羽庄内藩主・酒井忠勝にお預けとなった。改易の際、国元では籠城の構えが見られたものの、忠広直筆の書状が届いたことで開城に至っている。

### 流人の生活
その後、出羽国丸岡に1代限りの一万石を与えられ、母・正応院や側室、乳母、女官、20名の家臣とともに50人の一行で江戸を立ち（細川忠興書状）、肥後に残していた祖母（正応院の母）も呼び寄せて、丸岡で22年間の余生を過ごした。丸岡は堪忍領であり、年貢の取立てなどは庄内藩の代官が行ったので、配所に赴いた家臣20名はもっぱら忠広の身辺に仕えた。
徳川家光は忠広を激しく憎んでいた（細川忠興書状）ようで、庄内藩には幕府老中の松平伊豆守信綱を通じて「庄内の悪所」を渡すよう命じられており、実際の年貢は三千石に満たなかった。
だが、庄内藩による足し米や京都本圀寺に在住していた旧家臣団からの仕送りがあったため、厳しい流謫暮らしになると思われた忠広の生活は、文学や音曲に親しみ、書をしたり、和歌を詠んだり、金峯神社参拝や水浴びなどをしたり、かなり自由な生活であったとされる。配流の道中に始めた歌日記1年余の319首を『塵躰集』に編んでいる。
徳川義宣の研究によれば、『小倉百人一首』で耳馴れた語句を用いた歌が数多く、『伊勢物語』にも大きな影響を受けており、東国へ下った業平のように身をやつした己を見て感慨にむせぶ様子が窺える。同様に光源氏にもその身を投影したものか『源氏物語』からの引用も多く見られるという。尺八など楽器に親しむ歌もある。表では小姓たちに、奥では母、乳母、祖母、愛妾、侍女たちに囲まれ、歌を詠み、源氏を繙き、音曲を奏で、酒に酔っては花鳥を慈しみ風月を愛でるといった、地味でありながらも充実した生活を送っていたことが垣間見える。
『塵躰集』では父清正を歌ったものや側室法乗院を懐かしがるものや姉のあま姫への想いを歌にしたものがあった一方、正室の崇法院や嫡男の光広について歌ったものはなく、特に家康の孫である崇法院との関係性が垣間見える。
20年を過ごした慶安4年（1651年）6月に母が没し、2年後の承応2年（1653年）に忠広本人も死去した。享年53。遺骸は忠広の遺言が聞き届けられ、屋敷に土葬してあった母・正応院の遺骸と共に本住寺（現・山形県鶴岡市）に葬られ、墓も並んで造られた。家臣の加藤主水は剃髪をし僧侶となり、忠広の墓守になった。遺臣のうち希望した6人が庄内藩に召抱えられ、その子孫は幕末まで庄内藩に仕えた。
春日局の兄・斎藤利宗は父の清正により5,000石で召し抱えられ、忠広にも仕えていたが、徳川忠長と親交が深まると暇を請い熊本より退去し、旗本として幕府に同石高で召し抱えられている。

## 改易の理由
嫡男・光広が諸大名の名前と花押を記した謀反の連判状の偽物を作って遊んだこと、駿河大納言事件に連座したこと、豊臣恩顧の大名だったこと、改易ありきの幕府の謀略などが挙げられていたが、研究の結果、所説は否定されることになる。
父・清正が残した課題が忠広の統治に大きな影響を与えたとする研究もある。加藤清正は新田開発や治水工事の逸話が知られている一方で、朝鮮出兵に対応するための動員体制が、その後も関ヶ原の戦いや天下普請に対応するために継続された結果、百姓は度重なる動員や重税に悩まされて領国の疲弊につながった。支城主には大きな権限が与えられ、清正が没して幼少であった忠広が家督を継ぐと幕府が直接介入して彼らを抑制しようとしたが、その統制も困難になってきた。それが家中の対立を招き、藩政の停滞・改易につながったとされる。また、清正の死と同時期に重臣の大木兼能の殉死や国元で清正を補佐していた下川又左衛門の病死が重なり、内政・外交の支柱が失われた脆弱な体制が忠広に引き継がれたことが牛方・馬方騒動が起きる要因となったとされる。

### 駿河大納言連座説の否定
忠長と忠広が特別な関係であった証拠は一次資料には見当たらず、秀忠の危篤の際も忠長は江戸入りすら認められなかった反面、忠広には将軍家から鮎酢や鶴が送られるなど交流が続けられている。また、忠長が改易になったのは加藤家改易の後であり時期的にも連座には当たらない。

### 改易ありきの幕府の謀略説の否定
光正の某書事件が発覚した後、幕府は慎重に関係者を取り調べており、大名間にも事件の経緯を知らせ、忠広・光正親子の言い分や徳川御三家の意見も聞いた上で改易を決定しており、最初から改易ありきではなかった。

### 豊臣恩顧の大名説の否定
親豊臣のイメージが強い加藤家であるが、大名として安定した地位を持てたのは清浄院との婚姻をきっかけとして徳川家康の婿になった後であり、豊臣時代のほうが大名としての立場は不安定であった。関ヶ原の戦いの後も家康が将軍になる前から天下普請を通じて忠勤していること、清正の長女本浄院と榊原康勝及び次女瑤林院と家康の十男徳川頼宣の婚約、二条城会見でも徳川頼宣の岳父として参加を許され豊臣・徳川間のパイプ役を期待されるなど、徳川・豊臣の双方から頼りにされていたとされる。

### 改易の真相
光正の某書事件がきっかけとなり、忠広の統治能力のなさ（肥後の国政悪しく行跡乱れて）や乱行などの「諸事不作法」が幕府に知れ渡り、幕府に無断で側室法乗院と二人の子供を国元に連れ帰った（忠広が将軍家以外の者と縁戚関係を作った）武家諸法度第八条違反が重なって改易となった。
また、徳川家の血筋である正室崇法院（と長男・光正）を疎かにし、側室法乗院（と二人の子供）を偏愛しているなど女性関係の問題（女子之儀）があったことも大きな要因とされる。
忠広・光正の行動がここまで乱れた原因として、忠広はお家騒動の牛方馬方騒動で改易にならなかったことに起因する油断、光正は秀忠の外孫という身位の高さから出た甘えなどから、事の重大さを考えない某書事件を引き起こすことになったとされる。

## 子孫
改易の過程も相まってか、正室の崇法院は忠広の配流に同行しなかった。
嫡男の光広は飛騨高山藩主・金森重頼にお預けとなり、堪忍料として月俸百口を給され、天性寺に蟄居したが、配所にて過ごすこと1年後の寛永10年7月16日（1633年）に病死した。これには自刃説、毒殺説もある。
次男の正良は藤枝姓を名乗り、母である忠広の側室・法乗院と真田氏へ預けられていたが、父の後を追って自刃した。これにより加藤氏の後継者がなくなり、領地は収公された。娘の献珠院は忠広の死から6年後に許され、叔母の瑤林院（忠広の姉、徳川頼宣正室）のはからいで旗本・阿倍正之の五男・正重に嫁したが、約3年後、正重が家督を相続直後に32歳で死去した。
正良の死を以て加藤家は正式には断絶したが、忠広の死の際に庄内藩に提出された覚書には、忠広・正応院の合葬願いの他にも「忠広の遺物を沼田にいる遺児男子一人、女子一人にやってほしい」と請願されており証明は困難ではあるが、忠広に子孫が続いた可能性は容認できるとされる。
忠広は丸岡において2子を儲けた（熊太郎光秋、女子某）と言われているが、公にはできなかった。子孫は5000石相当の大庄屋・加藤与治左衛門（または与一左衛門ともいう）家として存続し、明治年間に屋敷へ明治天皇が行幸する栄誉に浴している。しかし、この家系を最後に継いだ加藤セチ（1893年 - 1989年、日本人の既婚女性としては理学博士号取得者の第1号として知られる）の死去により、その本家は山形に、筆頭分家の加藤与忽左衛門家を始めとするその他の子孫は、山形県を中心として全国各地で家系を伝えた。

## 逸話
- 父の清正と違って暗愚だったという。ある夜、老臣の飯田直景を呼んで「わしは力を持ちたいと思う。十人力もあれば、重い鎧が2着は着られる。それならば矢や弾丸も決して通さないだろう」と述べた。飯田は「父君の清正公は薄い鎧を着て多くの合戦に出て、一度も怪我などされませんでした。それに用心しても運命次第で怪我などします。そのような力など必要ございません」と諫めた。飯田は退出後「これでは加藤家も末よ」と嘆いたという（神沢杜口の『翁草』）。
- 父の遺骨を密かに丸岡へ移し、弔ったと伝えられている[23]。また、庄内地方の一部で揚げられる「すみ凧」（赤丸に唐草模様）は、加藤家の蛇の目紋が忠広配流により残ったとする説がある[24]。
  - だが、福田正秀の研究では清正の遺体は浄池廟の地下深くに埋葬されており、加藤家改易後に肥後入りした細川忠利には家光から浄池廟保護の命令が出されていることから発掘はほぼ不可能であるとし、遺骨発見の経緯からしても話が作為に満ちていると指摘している[25]。
- 忠広には思いやりがあったとされる。庄内に流されると、この豆は西国には産しないからと肥後時代に懇意にあった知人に贈った。この豆は西国で広まるが、忠広が農事に心がけていたことを示す逸話となっている（広瀬旭荘の『九桂草堂随筆』）。

## 系譜
- 父：加藤清正（1562-1611）
- 母：正応院（?-1651） - 玉目丹波守の娘
- 正室：崇法院（1602-1656） - 依姫、琴姫、徳川秀忠の養女、蒲生秀行の娘
  - 長男：加藤光広（1614-1633） - 光正
- 側室：法乗院 - 2代目玉目丹波女
- 側室：しげ - 2代目玉目丹波女
- 生母不明の子女
  - 男子：藤枝正良 - 清十郎
  - 男子：加藤光秋
  - 女子：亀姫 - 獻珠院、阿部正重室